# Тируа
Тируа (исп. Tirúa) — посёлок в Чили. Административный центр одноимённой коммуны. Население — 2508 человек (2002). Посёлок и коммуна входит в состав провинции Арауко и области Био-Био.
Территория коммуны — 624,4 км². Численность населения — 10 542 жителя (2007). Плотность населения — 16,88 чел./км².

## Расположение
Посёлок расположен в 173 км юго-западнее административного центра области — города Консепсьон и в 82 км южнее административного центра провинции — города Лебу.
Коммуна граничит:
- на севере — с коммуной Каньете
- на северо-востоке — с коммуной Контульмо
- на юго-востоке — с коммуной Лумако
- на юге — с коммуной Карауэ

На западе коммуны расположен Тихий океан.

## Демография
Согласно сведениям, собранным в ходе переписи Национальным институтом статистики, население коммуны составляет 10 542 человека.

### Важнейшие населённые пункты коммуны
- Тируа (посёлок) — 2508 жителей
- Кидико (посёлок) — 1013 жителей